# Reclinervellus nielseni
Reclinervellus nielseni är en stekelart som först beskrevs av Per Abraham Roman 1923.  Reclinervellus nielseni ingår i släktet Reclinervellus och familjen brokparasitsteklar. Inga underarter finns listade i Catalogue of Life.